# پیامدهای کارهای گذشته
پیامدهای کارهای گذشته (انگلیسی: Chickens Come Home) یک فیلم کوتاه کمدی به کارگردانی جیمز دبلیو هورن است که در سال ۱۹۳۱ منتشر شد.

## بازیگران
- استن لورل
- اولیور هاردی
- می بوش
- بالدوین کوک
- گوردون داگلاس
- جیمز فینلیسون
- چارلز کی. فرنچ
- تلما تاد
- دوروتی لیتون
- فرانک رایس